# Hunter: The Reckoning - Wayward
Hunter: The Reckoning - Wayward est un jeu vidéo de type beat them all développé par High Voltage Software et édité par VU Games, sorti en 2003 sur PlayStation 2.

## Accueil
- Jeuxvideo.com : 12/20[1]